# Campione 2000
Campione 2000, skriven av E-Type, Rick Blaskey, Kent Brainerd, och Fredrik 'Mud' Ekdahl är en fotbollslåt, som framförd av E-Type var den officiella sången för Europamästerskapet i fotboll 2000 i Belgien och Nederländerna.
Låten kom senare med på E-Types album Euro IV Ever 2001, och även på Sport Edition-utgåvan av Loud Pipes Save Lives från 2004.
När Tyskland försvann ur Holland i slutet på det Andra världskriget sjöng holländarna en liknande ramsa som E-Type sedan omformade till en passande refräng.

## Listplaceringar
| Lista (2000)         | Position |
| -------------------- | -------- |
| Belgien Flandern     | 40       |
| Belgien ( Vallonien) | 10       |
| Frankrike            | 66       |
| Nederländerna        | 3        |
| Norge                | 9        |
| Schweiz              | 61       |
| Sverige              | 2        |

### Fotnoter
1. ↑  Information i Svensk mediedatabas.
2. ↑  ”svenska-em-latar”. https://www.cafe.se/svenska-em-latar/. Läst 17 januari 2024.
3. ↑  Listplacering
4. ↑  Listplacering
5. ↑  Listplacering
6. 1 2  Listplacering
7. ↑  Listplacering
8. ↑  Listplacering